# Katarina Sadovski
Katarina Sadovski [Katarína Sadóvski], slovenska fotografinja in profesorica, * 29. februar 1980, Postojna, Slovenija.

## Življenjepis
Rojena je bila leta 1980 v Postojni. Po končani srednji šoli za oblikovanje in fotografijo v Ljubljani je nadaljevala šolanje na praški Akademiji lepih umetnosti FAMU (Akademie múzických umění v Praze, Filmová a televizní fakulta). Tam je leta 2004 diplomirala s serijo fotografij Passage impressions, leta 2008 pa je prav tako na FAMU zaključila magistrski študij fotografije. Od vseh zvrsti fotografije posveča največ časa krajinski fotografiji. Za njo je veliko odmevnih skupinskih in samostojnih razstav. Trenutno se ukvarja s poučevanjem fotografije na Višji strokovni šoli v Sežani.

## Samostojne razstave
- 2006; Galerija French institute, Praga (CZ)
- 2006; Imago podobe Slovenije, Stara Šola Vipava (SLO)
- 2005; Galerija ICTP, Trst (IT)
- 2003; Kulturni Center Trdine, Novo Mesto (SLO)
- 2000; Galerija Stolp, Štanjel (SLO)

## Skupinske razstave
- 2012; Fokus v prerezu, Galerija Plevnik - Kronkowska, Celje
- 2011; Fokus v prerezu, Galerija Plevnik - Kronkowska, Celje
- 2008; Master graduates, Galerie AMU, Praha
- 2008; Kdo je pes, ki naj pogine? Kdo? Kulturni center Srečka Kosovela Sežana, Sežana
- 2007; Fotografija, Galerija Loža,Obalne galerije, Koper
- 2007; Sodobna fotografija na slovenskem, Galerija- Muzej Lendava
- 2007; Študenti in študentke FAMU, galerija v Prešernovi hiši in galerija v mestni hiši v Kranju, Kabinet Slovenske fotografije pri gorenjskem muzeju, Kranj
- 2006; Novaf- sodobna fotografija na slovenskem, Umetnostna galerija Maribor, Maribor
- 2006; razstava študentov oddelka za fotografijo FAMU »66« GalerijaVelyriba Praga, (CZ)
- 2005; Zakljucna razstava Magistrskega študija – Galerija Lazansky palac (CZ)
- 2004; Galerija Nove Radnice, Praga (CZ)
- 2003; Emzin, Fotografija leta, Cankarjev dom, Ljubljana (SLO)

## Nagrada
- 2001; nagrada za 2. mesto na natečaju za fotografijo leta Emzin, Cankarjev dom, Ljubljana